# Barcelona KIA 2007
Il Barcelona KIA 2007 è stato un torneo di tennis giocato sulla terra rossa.
È stata la 1ª edizione del Barcelona KIA, che fa parte della categoria Tier IV nell'ambito del WTA Tour 2007.
Si è giocato al David Lloyd Club Turó di Barcellona in Spagna, dall'11 al 17 giugno 2007.

## Campioni

### Singolare
Meghann Shaughnessy ha battuto in finale  Edina Gallovits, 6–3, 6–2

### Doppio
Nuria Llagostera Vives/  Arantxa Parra Santonja hanno battuto in finale  Lourdes Domínguez Lino /  Flavia Pennetta, 7–6(3),2-6,[12-10]